# لی سانگ مین
لی سانگ مین (کره‌ای: 이상민؛ زادهٔ ۲۴ ژوئن ۱۹۷۳) خواننده، ترانه‌سرا، تهیه‌کننده موسیقی و مجری تلویزیونی اهل کره جنوبی است. او عضو سابق گروه هیپ هاپ و رقص رورا بود.

## فیلم‌شناسی

### مجموعه تلویزیونی
| سال  | عنوان                   | شبکه    | نقش             | توضیحات                |
| ---- | ----------------------- | ------- | --------------- | ---------------------- |
| ۲۰۰۵ | Gae Jo Is Barefoot      | کی‌بی‌اس۲ | خودش            | فیلم‌نامه‌نویس           |
| ۲۰۱۷ | بازگشت زوجین            | کی‌بی‌اس۲ | خودش            | قسمت ۷ (حضور افتخاری)  |
| ۲۰۲۱ | پنت‌هاوس: جنگ در زندگی ۲ | اس‌بی‌اس  | نگهبان زندان جو | قسمت ۱۳ (حضور افتخاری) |
| ۲۰۲۱ | پنت‌هاوس: جنگ در زندگی ۳ | اس‌بی‌اس  | نگهبان زندان جو | قسمت ۱ (حضور افتخاری)  |